# (29897) 1999 GM61
1999 جي أم 61 (ويعرف أيضًا باسم (29897) 1999 جي أم 61 وفق تسمية الكوكب الصغير) (بالإنجليزية: 1999 GM61)‏ هو كويكب ضمن حزام الكويكبات؛ وترتيبه 29897 من حيث الاكتشاف.
اكتُشف هذا الجُرم الفلكي بواسطة مرصد لويل للبحث عن الأجرام القريبة من الأرض في 7 أبريل 1999.

## وصلات خارجية
- (29897) 1999 GM61 في قاعدة بيانات مختبر الدفع النفاث لأجرام النظام الشمسي الصغيرة

- الاكتشاف · مخطط المدار ·  العناصر المدارية · المعلمات المادية

- (29897) 1999 GM61 على موقع ويكي سكاي: DSS2, SDSS, GALEX, IRAS, Hydrogen α, X-Ray, Astrophoto, Sky Map, Articles and images